# Fumaria macrosepala
Fumaria macrosepala är en vallmoväxtart. Fumaria macrosepala ingår i släktet jordrökar, och familjen vallmoväxter.

## Underarter
Arten delas in i följande underarter:
- F. m. macrocarpa
- F. m. macrosepala
- F. m. megasepala
- F. m. obscura